# Льюис-энд-Кларк (округ)
Льюис-энд-Кларк (англ. Lewis and Clark County) — один из 56 округов штата Монтана (США).

## Описание
Округ со всех сторон граничит с другими округами Монтаны. Название округу дано в честь первопроходцев Мериуэзера Льюиса и Уильяма Кларка, организаторов и участников первой сухопутной экспедиции через территорию США от атлантического побережья к тихоокеанскому и обратно (1803—1806). Административный центр и крупнейший город округа — Хелена, она же является столицей Монтаны. Открытые водные пространства занимают 96 км², что составляет около 1,1% от общей площади округа в 9060 км².
Через округ проходят крупные автомагистрали I-15, US 12 и US 287.

### Крупные населённые пункты
Города (по убыванию населения)
- Хелена
- Ист-Хелена

Статистически обособленные местности (по алфавиту)
- Огаста[англ.]
- Линкольн[англ.]
- Хелена-Валли-Нортист[англ.]
- Хелена-Валли-Нортуэст[англ.]
- Хелена-Валли-Саутист[англ.]
- Хелена-Валли-Уэст-Сентрал[англ.]
- Хелена-Уэст-Сайд[англ.]

Невключённая территория
- Мэрисвилл[англ.]

## История
Округ был образован в 1864 году, одновременно с образованием Территории Монтана, под названием Эджертон, но уже спустя два года получил своё нынешнее имя.

## Демография
Население
- 1870 год — 5040 жителей
- 1880 — 6521
- 1890 — 19 145
- 1900 — 19 171
- 1910 — 21 853
- 1920 — 18 660
- 1930 — 18 224
- 1940 — 22 131
- 1950 — 24 540
- 1960 — 28 006
- 1970 — 33 281
- 1980 — 43 039
- 1990 — 47 495
- 2000 — 55 716
- 2004 — 57 972[2]
- 2010 — 63 395

Расовый состав
- белые — 95,2%
- коренные американцы — 2,0%
- азиаты — 0,5%
- афроамериканцы — 0,2%

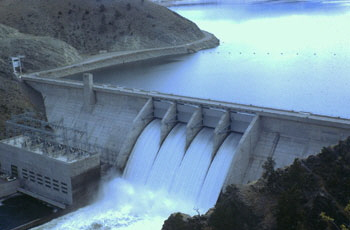
Плотина Каньон-Ферри

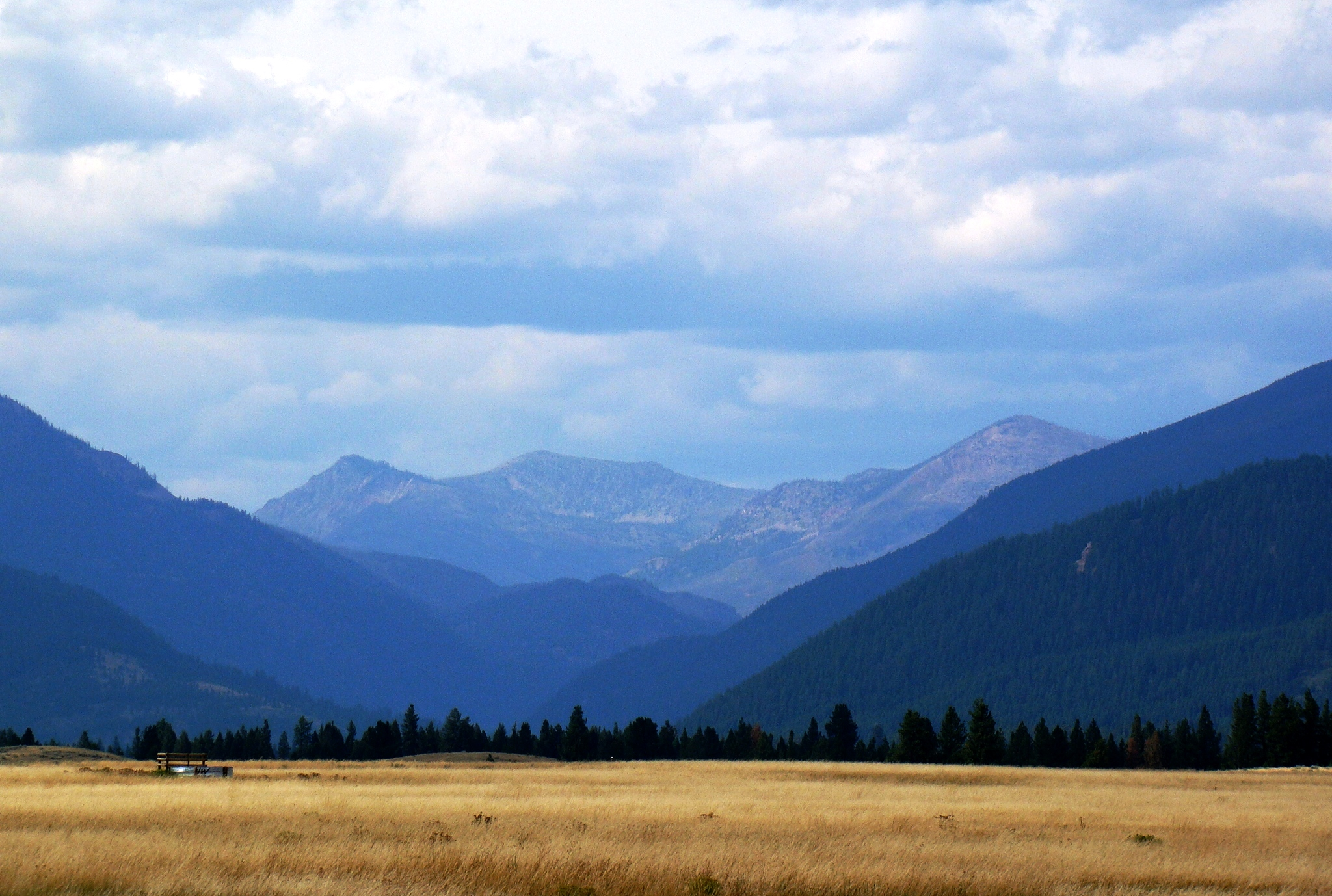
Исторический район Элис-Крик

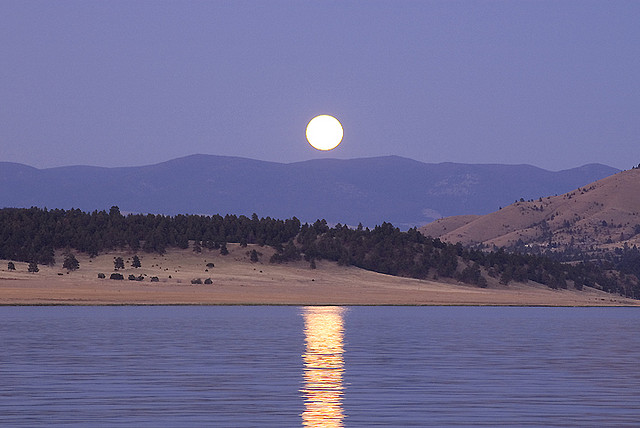
Водохранилище плотины Хаузер

- уроженцы тихоокеанских островов или Гавайев — 0,1%
- прочие расы — 0,4%
- смешанные расы — 1,6%
- латиноамериканцы (любой расы) — 1,5%

Происхождение предков
- немцы — 23%
- ирландцы — 16%
- англичане — 12%
- норвежцы — 9%
- французы (кроме басков) — 4%
- итальянцы, шведы, шотландцы — по 3%
- коренные американцы, голландцы, поляки — по 2%[2]

## Достопримечательности
- Национальные леса:
  - Флатхед (частично на территории округа)
  - Лоло (частично)
  - Хелена[англ.] (частично)
  - Льюис-энд-Кларк[англ.] (частично)
- Плотины:
  - Каньон-Ферри
  - Хаузер
  - Холтер